# Konak, Tărgoviște
Konak (în bulgară Конак) este un sat în comuna Popovo, regiunea Tărgoviște, Bulgaria. 

## Demografie
Componența etnică a satului Konak
     Bulgari (92%)
     Nicio identificare (8%)
     Altele (0%)
La recensământul din 2011, populația satului Konak era de 75 locuitori. Din punct de vedere etnic, majoritatea locuitorilor (92%) erau bulgari. Pentru 8% din locuitori nu este cunoscută apartenența etnică.